# Paul Hudl

Paul Hudl

Paul Alexander Johann Hudl (* 6. Mai 1894 in Wien; † unbekannt, nach 1955) war ein österreichischer Politiker (NSDAP), SS-Führer und Holzhändler, der an Arisierungen in Wien beteiligt war.

## Leben

### Frühe Jahre
Paul Hudl war der Sohn von Josef und Pauline Hudl, geborene Orande. Nach dem Besuch der Volksschule und der Realschule, die er mit der Matura abschloss, trat Hudl 1913 als Einjährig-Freiwilliger in das 4. Regiment der Tiroler Kaiserjäger ein. Von 1914 bis 1918 nahm er am Ersten Weltkrieg teil. Im November 1917 wurde er zum Oberleutnant befördert. Mehrfach ausgezeichnet wurde er 1919 aus dem Armeedienst entlassen.
Nach Kriegsende schlug Hudl die kaufmännische Laufbahn ein und machte sich 1924 in Wien im Holzhandel selbständig.
Bereits von 1921 bis 1926 gehörte er der DNSAP an und trat am 21. Oktober 1930 der NSDAP bei (Mitgliedsnummer 612.509). Im Dezember 1933 wechselte er von der SA-Motorstaffel zur SA-Militärstandarte, trat im folgenden Jahr der SS bei (SS-Nummer 107.003) und erreichte dort 1940 den Rang eines Sturmbannführers.

### 1934 bis 1938 – Juliputsch und Inhaftierung
Am 25. Juli 1934 beteiligte Hudl sich getarnt als Major des Bundesheeres an dem von österreichischen Nationalsozialisten unternommenen Versuch, die österreichische Regierung durch einen Putsch zu stürzen und die Staatsgewalt im Alpenstaat zu übernehmen. Er war – in einer falschen Uniform verkleidet – an diesem Tag an der Erstürmung des Bundeskanzleramtes am Ballhausplatz beteiligt, bei der der österreichische Kanzler Engelbert Dollfuss erschossen wurde. Hudl leitete während des Unternehmens die Besetzung des Untergeschoßes des Gebäudes.
Nach der Niederschlagung des Putsches wurde Hudl am 2. August 1934 von einem Militärgericht aufgrund von Hochverrat zu lebenslanger schwerer Kerkerhaft verurteilt. Außerdem wurde ihm der Orden der Eisernen Krone und das Militär-Verdienstkreuzes aberkannt. Nach dreiundvierzigmonatiger Haft in der Strafanstalt Stein an der Donau wurde Hudl schließlich am 18. Februar 1938 amnestiert und in Freiheit gesetzt.

### Zeit des Nationalsozialismus in Österreich – Großariseur
Nach dem Anschluss Österreichs an das nationalsozialistische Deutsche Reich wirkte Hudl als Großariseur und kommissarischer Verwalter von holzwirtschaftlichen Betrieben. So übernahm er die Pachtsäge Neuberg an der Mürz mitsamt ihrer Holzvorräte. Beim Abverkauf derselben erzielte er im Juni 1938 einen Gewinn von 60.000 Schilling. Ferner erwarb er den Betrieb Kolleben samt Elektrizitätswerk und arisierte das in Mürzzuschlag gelegene Sägewerk samt Holzwolleerzeugung der Firma Bernhard Schrötter. Bis 1938 besaß Hudl nur ein kleines Holzlager im Lainzer-Tiergarten.
1938 war Hudl kommissarischer Verwalter der allgemeinen Holzindustrie und Holzhandels AG in Wien, ferner der Firma Bettelmann und Schitzer, Handel für Bau und Werkholz in Wien, Gaudensdorfergasse 30 und der Holzgroßhandlung Oskar Blumelfend in Wien, Gudrunstraße 37. Zudem wurde er in diesem Jahr Sonderbeauftragter des Staatskommissars für Privatwirtschaft Walter Rafelsberger und für die DAF Kommissar des deutschen Handels bzw. später Gauhandelswalter der DAF in Wien.
Bei der Reichstagswahl am 10. April 1938 erhielt Hudl ein Mandat für den entmachteten Reichstag, dem er bis zum Ende der NS-Herrschaft im Frühjahr 1945 angehörte. Nachdem Hudl für ein Jahr als SS-Führer bei der Stammabteilung der SS-Standarte 89 beschäftigt war, wechselte er im Sommer 1938 in zum Stab des SS-Personalhauptamtes nach Berlin. Ab 1941 gehörte er dem Stab des SS-Abschnitts XXXI in Wien an.

### Kriegsende und ungeklärter Verbleib
Anlässlich der Schlacht um Wien zum Ende des Zweiten Weltkriegs setzte sich Hudl im April 1945 gemeinsam mit seiner Ehefrau aus der Stadt ab. In der Nacht zum 5. April 1945 ließ Hudl noch sämtliches Porzellan, Glas, Silber, Teppiche, Wäsche und Kleider seines Hauses in Kisten durch seinen Bruder wegbringen. Seit dieser Zeit wurde er amtlichen Angaben zufolge nicht mehr gesehen.
1947 wurde gegen Hudl bei der Staatsanwaltschaft beim Volksgericht Wien der Antrag auf Einleitung eines Verfahrens gemäß §26 StGBl. 177 (Vermögensverfall) eingebracht. Im selben Jahr wurde eine Eingabe von Hudls Familie wegen den öffentlichen Verwalter Robert Horst wegen angeblich zu Unrecht erfolgter Versteigerung der wertvollen Einrichtung von Hudls Wiener Villa eingereicht. Die Behörden hatten festgestellt, dass Hudl sämtliches Mobiliar und Gebrauchsgegenstände in seiner Villa in der Supeegasse 12 mit Bewilligung des Amtsgerichts Hietzing aus der Wohnung des jüdischen Teilhabers des Tuchhauses „Sinesi“, Fritz Geiringer, in der Wiener Vorlaufstraße 2 an sich gebracht und in seiner Villa aufgestellt habe.
Wegen seiner Beteiligung an Arisierungen wurde gegen Hudl wegen missbräuchlicher Bereicherung beim Volksgericht Wien nach §§ 10, 11 Verbotsgesetzes und §§ 4 und 6 Kriegsverbrechergesetz Anzeige erstattet.
Bei der im Jahr 1952 in Abwesenheit durchgeführten Volksgerichtsverhandlung gegen den unauffindbaren Hudl wurde sein Vermögen von einem Volksgerichtsenat in Wien für verfallen erklärt (AZ Nr. 180 vom 3. August 1952). Im November 1956 stellte Hudl, der laut Andrea Hurton und Hans Schafranek mittlerweile in Hamburg-Altona lebte, gemäß dem Vermögensverfall-Amnestiegesetz (vom 18. Juli 1956), einen Antrag, ihm sein verfallenes Vermögen zu erstatten. Dieser wurde vom Landesgericht für Strafsachen Wien im April 1957 positiv entschieden. Über seinen weiteren Verbleib liegen keine Informationen vor.

## Ehe und Familie
Hudl heiratete am 16. Mai 1919 in erster Ehe Irene Sänger. Die Ehe wurde auf Beschluss des Bezirksgerichts Landstraße vom 27. Dezember 1921 wieder geschieden.
In zweiter Ehe heiratete Hudl am 28. November 1939 in Wien Margarete Marie Manté verwitwete Richter (* 3. August 1905 in Rixdorf bei Berlin; † 12. August 1995 in Feuchtwangen).